# Skrabské
Skrabské je obec na Slovensku v okrese Vranov nad Topľou, v údolí řeky Topľa. Žije zde 775 obyvatel.

## Historie
Skrabské je starobylou zemplínskou obcí. Jeho psané dějiny sahají do roku 1321. Ve středověku stál v obci hrad, po staletí bylo Skrabské sídlem panství. V třetí čtvrtině 19. století zde vznikla první moderní cementárna na území Slovenska. Po druhé světové válce se v obci vyskytla epidemie tyfu mezi místními občany romské národnosti.

## Památky
- Pravěká sídliště, archeologické lokality z období od doby bronzové po dobu římskou. Osídlení plynule pokračovalo do období středověku – do 15. století. Lokality se nacházejí v jihozápadní a východní části obce.[3]
- Římskokatolický kostel Obětování Páně, jednolodní pozdně barokní stavba z roku 1753, s pravoúhlým ukončením presbytáře a představenou věží, Stojí na místě zaniklého hradu. V interiéru se nachází zděná empora. Zařízení je ze začátku 20. století.Fasády kostela jsou členěny lizénami a segmentově ukončenými okny s profilovanými šambránami a klenáky. Věž je členěna kordonovou římsou a ukončena jehlancovou helmicí.[4]

- Pozdně klasicistická kúrie, jednopodlažní dvoutraktová stavba z poloviny 19. století, na půdorysu obdélníku. Úpravami prošla na začátku 20. století. Fasády jsou členěny pilastry a okny se šambránami a římsovými frontony.[5]

- Náhrobek továrníka J. Bencúra (1806-1886), neoklasicistní obelisk z roku 1886.[5]